# Plateosauridae
De Plateosauridae zijn een groep plantenetende dinosauriërs behorend tot de Sauropodomorpha.
Een familie Plateosauridae werd in 1895 benoemd door professor Othniel Charles Marsh om Plateosaurus een plaats te geven.
De eerst exacte definitie als klade was in 1998 van Paul Sereno: de groep bestaande uit alle Plateosauria die nauwer verwant zijn aan Plateosaurus dan aan Massospondylus. In 2004 kwamen Peter Galton en Paul Upchurch met een alternatieve definitie: alle taxa die nauwer verwant zijn aan Plateosaurus dan aan Yunnanosaurus of Massospondylus. In 2005 wijzigde Sereno zijn definitie in: de groep bestaande uit Plateosaurus engelhardti  Meyer 1837 en alle soorten die nauwer verwant zijn aan Plateosaurus dan aan Massospondylus carinatus Owen 1854 of Saltasaurus loricatus Bonaparte and Powell 1980.
De groep bestaat uit vrij kleine tweevoetige planteneters met een lange nek. In sommige analyses is alleen Plateosaurus zelf een plateosauride omdat Massospondylus daarin uitvalt als de zustersoort van Plateosaurus. De zustergroep van de Plateosauridae zijn de Massospondylidae. De oudste bekende plateosauride stamt uit het Norien, de laatste uit het Bajocien.